# اوگوشو
اوگوشو (به ژاپنی: 大御所 おおごしょ) عنوانی است که در قدیم به شاهزادهٔ حلال‌زادهٔ یا وابستگان نزدیک امپراتور ژاپن داده می‌شد همچنین بعدها به پدر کانپاکو (نایب‌السلطنه) نیز این عنوان داده شد.